# Mandan (Dacota do Norte)
Mandan é uma cidade localizada no estado norte-americano de Dacota do Norte, no Condado de Morton.

## Demografia
Segundo o censo norte-americano de 2000, a sua população era de 16.718 habitantes.
Em 2006, foi estimada uma população de 17.449, um aumento de 731 (4.4%).

## Geografia
De acordo com o United States Census Bureau tem uma área de
26,7 km², dos quais 26,4 km² cobertos por terra e 0,3 km² cobertos por água. Mandan localiza-se a aproximadamente 502 m acima do nível do mar.

## Localidades na vizinhança
O diagrama seguinte representa as localidades num raio de 40 km ao redor de Mandan.